# Tir, Liban

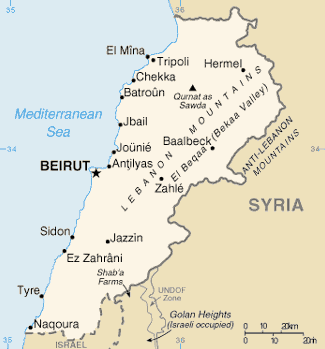
Hartă a Libanului din CIA World Factbook. Orașul Tir se află în sud, aproape de granița cu Israel.

Tir (în arabă صور, Ṣūr, în feniciană: , în ebraică: צוֹר, Tsar, în akkadiană: 𒀫𒊒, în armeană: Տիր [dir]) este un oraș din Liban, care avea o populație de 117.000 de locuitori în 2003.

## Bibliografia
- AMADASI GUZZO Maria Giulia, BONNET Corinne, CECCHINI Serena Maria, XELLA Paolo, Dizionario della civiltà fenicia, Roma, Gremese Editore, 1992.
- CARTER, Terry & DUNSTON, Lara. Libano, Torino, EDT, 2004. ISBN 88-7063-748-4
- DORAÏ, Mohammed Kamel. Les réfugies palestiniens au Liban. Une géographie de l'exil, Paris, CNRS, 2006.
- FIRRO, Kais. Inventing Lebanon. Nationalism and the State Under the Mandate, London, I.B. Tauris, 2002.
- KAUFMANN, Asher. Reviving Phoenicia. The Search for Identity in Lebanon, London, I.B. Tauris, 2004.
- KHURI, Elias & BEYDOUN, Ahmad. Rappresentare il Mediterraneo. Lo sguardo libanese, Messina, Mesogea, 2006. ISBN 88-469-2021-X
- MOURAD, Bariaa. Du Patrimoine à la Muséologie : Conception d'un musée sur le site archéologique de Tyr, Thèse de DEA (études doctorales); Museum National d'Histoire Naturelle (MNHN), Étude réalisée en coopération avec l'Unesco, Secteur de la Culture, Division du Patrimoine Culturel, 1998.
- QASSEM, Naim. Hizbullah. The Story From Within, London, Saqi Books, 2005. ISBN 0-86356-517-4
- SAAD-GHORAYEB, Amal. Hizbu'Llah. Politics and Religion, London, Pluto Press, 2002. ISBN 0-7453-1793-6
- SALIBI, Kamal. A House of Many Mansions: The History of Lebanon Reconsidered, London, I.B. Tauris, 1988. ISBN 0-520-06517-4
- SALIBI, K. The Modern History of Lebanon, Delmar, Caravan Books, 1977. ISBN 0-88206-015-5